# Sofin
Sofin - Società Finanziaria di Partecipazioni Azionarie S.p.A. era una azienda italiana del gruppo IRI che operava nel settore finanziario prima e turistico poi.

## Storia
Era nata come Società Finanziaria di Elettricità Società Anonima per Azioni il 12 marzo 1924 a Milano. Nel 1942 diventa Società Partecipazioni Azionarie S.p.A.. Nel 1968 diventa Società Finanziaria di Partecipazioni Azionarie S.p.A. e sede a Roma. Nel 1981 diventa Sofin e sposta la sede a Napoli. Nel 1991 viene acquisita da Ilva.
Sotto IRI partecipava Industrie Ottiche Riunite, Strade Ferrate Secondarie Meridionali, Sidalm, Forus SpA, con Ilva assume le partecipazioni in Acciaierie e Ferriere di Piombino e in Vertek.

## Attività
Era nata come una società finanziaria per salvare le aziende in crisi del gruppo Iri, per promuovere le aziende del Sud Italia, ma in seguito è diventata una società di promozione turistica (costruire alberghi nel Mezzogiorno) con compiti anche nei settori dell'ambiente, della forestazione e dell'agro-alimentare.

## Fonti
- books.google.com, su books.google.it.
- La Repubblica, su ricerca.repubblica.it.
- Corriere della Sera, su archiviostorico.corriere.it.
- centrostudiluccini.it (PDF). URL consultato il 14 febbraio 2009 (archiviato dall'url originale il 7 maggio 2006).
- Senato della Repubblica (PDF), su senato.it.
- Studio Staff (PDF) [collegamento interrotto], su studiostaff.it.

| Controllo di autorità | VIAF (EN) 135051255 · LCCN (EN) n98082453 · J9U (EN, HE) 987007592365505171 |